# Teufelsklinge (Kirchberg an der Jagst)
Die Teufelsklinge ist eine etwa einen Viertelkilometer lange Bachklinge am Jagsttalrand zwischen dessen Weiler Mistlau und dem zentralen Städtchen Kirchberg an der Jagst im Landkreis Schwäbisch Hall im nordöstlichen Baden-Württemberg. Die Klinge mündet an deren letzter Südschlinge vor Kirchberg von links in die mittlere Jagst.

## Geographie

### Verlauf
Der Riss der Teufelsklinge beginnt unmittelbar links der Crailsheimer Straße (L 1041), etwa 300 Meter nachdem diese das letzte Haus Nr. 60 von Kirchberg passiert hat, auf etwa 410 m ü. NHN. Zwischen einer Wiese an der Nordwest- und einem Acker an der Südostseite kerbt sich der anfangs von einer Schlehenhecke, bald mit Bäumen bestandene Bachlauf steil ins Gelände, er erreicht im weiteren Verlauf bis zu 15 Metern Tiefe und hat bis zu drei Meter hohe Fallstufen. Auf dem Klingengrund liegt abgestürzter Blockschutt. Nach etwas über hundert Metern in nordöstlicher Richtung geht der Wald an den Klingenflanken in den Prallhangwald linksseits der Jagst über. In halber Hanghöhe quert ein höhenliniengleicher Wanderpfad den oft trockenen Bachlauf. Am untersten Hangabschnitt hat der nur periodisch wasserführende Bach einen hohen und recht breiten Schuttkegel abgelagert. Auf etwa 343 m ü. NHN erreicht durchfließendes Wasser dann den Spiegel der Jagst, die dort eine enge, weit nach Süden ausholende Schlinge durchläuft. Der sehr steile Bachlauf hat damit ein mittleres Sohlgefälle von rund 270 ‰.
Auf die Südwestseite der Landesstraße läuft gegenüber dem Klingenbeginn ein Seitengraben neben einem Wirtschaftsweg heran, der im oder am Rand der Waldinsel Hochholz beginnt und kurz vor der Straße zuweilen Wasser aus einer quelligen Wiese links am Hang der Mulde im Gewann Löchleswiesen aufnimmt und zur Klinge führt.

### Einzugsgebiet
Die Teufelsklinge hat ein Einzugsgebiet von etwa 1⁄4 km², dessen höchster Punkt im Hochholz fast 440 m ü. NHN erreicht. Naturräumlich rechnet der kleinere und tiefe Anteil des Einzugsgebietes an der Jagstseite der Landesstraße zum Unterraum Mittleres Jagsttal des Jagsttals, der höhere zum Unterraum Östliche Kocher-Jagst-Riedel der Östlichen Kocher-Jagst-Ebene, die alle Teil der Kocher-Jagst-Ebenen sind.
Reihum grenzen die Einzugsgebiete der folgenden Nachbargewässer an:
- Im Norden fließt ein kurzes, ebenfalls unbeständiges Hanggerinne dem Kirchberger Siedlungsrand entlang zur Jagst;
- im Osten gibt es keinen Zufluss vor der Jagst selbst;
- im Süden fließt jenseits des Hochholzes der bedeutendere Herboldshauser Bach viel weiter aufwärts zur Jagst bei der Lobenhauser Mühle und
- im Westen liegt Einzugsgebiet des Schindelbachs, der erst abwärts von Kirchberg in den Fluss mündet.

Im mittleren Einzugsgebiet liegen Wiesen und Äcker, im oberen und untersten am Jagsttalhang steht Wald. Besiedlung gibt es nirgends. Das gesamte Gebiet liegt in der zentralen Stadtteilgemarkung von Kirchberg an der Jagst. Rechtsseits grenzt an die Klinge die Gaggstatter Stadtteilgemarkung.

## Geologie
Die vorherrschende mesozoische Schicht im Einzugsgebiet ist der Lettenkeuper (Erfurt-Formation), der vom Hochholz herab bis an die Klinge und den Jagsttalhang reicht. Dort setzt dann der Obere Muschelkalk ein, in dessen Schichthöhe der Klingenbach auch mündet.
Überlagert sind diese viel älteren Schichten vom Zipfel einer Insel mit Lösssediment aus pleistozäner Ablagerung auf den höchsten Höhen des Hochholzes sowie vom Schuttkegel an der Mündung, den der Bach im Pleistozän und im Holozän angehäuft hat. In der Klinge und an der Jagsttalflanke liegt quartärer Hangschutt.
Die Quellwiese und die Klinge selbst sind als Geotope ausgewiesen.

## Natur und Schutzgebiete
Klinge und Jagsttalhang liegen im Naturschutzgebiet Jagsttal mit Seitentälern zwischen Crailsheim und Kirchberg, ein kleiner, direkt an dieses angrenzender Zwickel um den beginnenden Klingenriss auf der Talseite der Landesstraße gehört zum Landschaftsschutzgebiet Mittleres Jagsttal mit Nebentälern und angrenzenden Gebieten.

### LUBW
Amtliche Online-Gewässerkarte mit passendem Ausschnitt und den hier benutzten Layern: Bachlauf durch die Teufelsklinge und von deren Einzugsgebiet

Allgemeiner Einstieg ohne Voreinstellungen und Layer: Daten- und Kartendienst der Landesanstalt für Umwelt Baden-Württemberg (LUBW) (Hinweise)
1. 1 2 3  Höhe nach dem Höhenlinienbild auf dem Hintergrundlayer Topographische Karte.
2. ↑  Länge abgemessen auf dem Hintergrundlayer Topographische Karte.
3. ↑  Einzugsgebiet abgemessen auf dem Hintergrundlayer Topographische Karte.
4. ↑  Geotope nach dem Layer Geotope. Der Geotopsteckbrief für die Klinge (PDF, 335 kByte) behauptet, dass in dieser auch Mittlerer Muschelkalk ausstreiche, was aber die geologische Karte nicht bestätigt. Vermutlich wurde nicht beachtet, dass etwas flussaufwärts die Kirchberger Störung in südost-nordwestlicher Richtung die Jagst quert, deren Tiefscholle an der Teufelsklingen-Seite liegt; jenseits auf der Hochscholle steht nach der Karte in der Tat am untersten Jagsttalhang Mittlerer Muschelkalk an.
5. ↑  Schutzgebiete nach den einschlägigen Layern, Natur teilweise nach dem Layer Geschützte Biotope.

### Andere Belege
1. ↑  Wolf-Dieter Sick: Geographische Landesaufnahme: Die naturräumlichen Einheiten auf Blatt 162 Rothenburg o. d. Tauber. Bundesanstalt für Landeskunde, Bad Godesberg 1962. → Online-Karte (PDF; 4,7 MB)
2. ↑  Geologie nach den Layern zu Geologische Karte 1:50.000 auf: Mapserver des Landesamtes für Geologie, Rohstoffe und Bergbau (LGRB) (Hinweise)